# Weird West

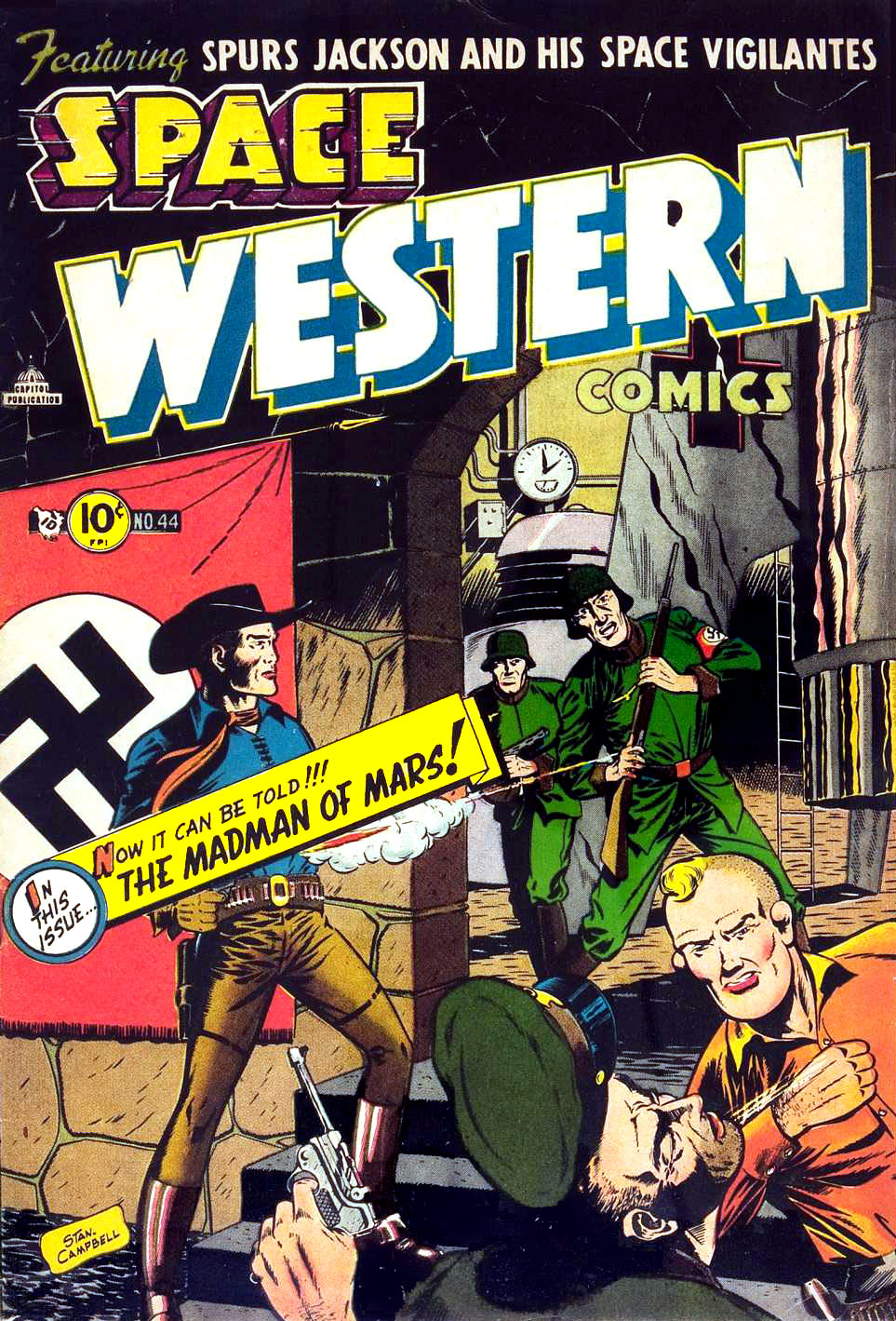
Space Western nr. 44, Charlton Comics, iunie 1952. Artist: Stan Campbell.

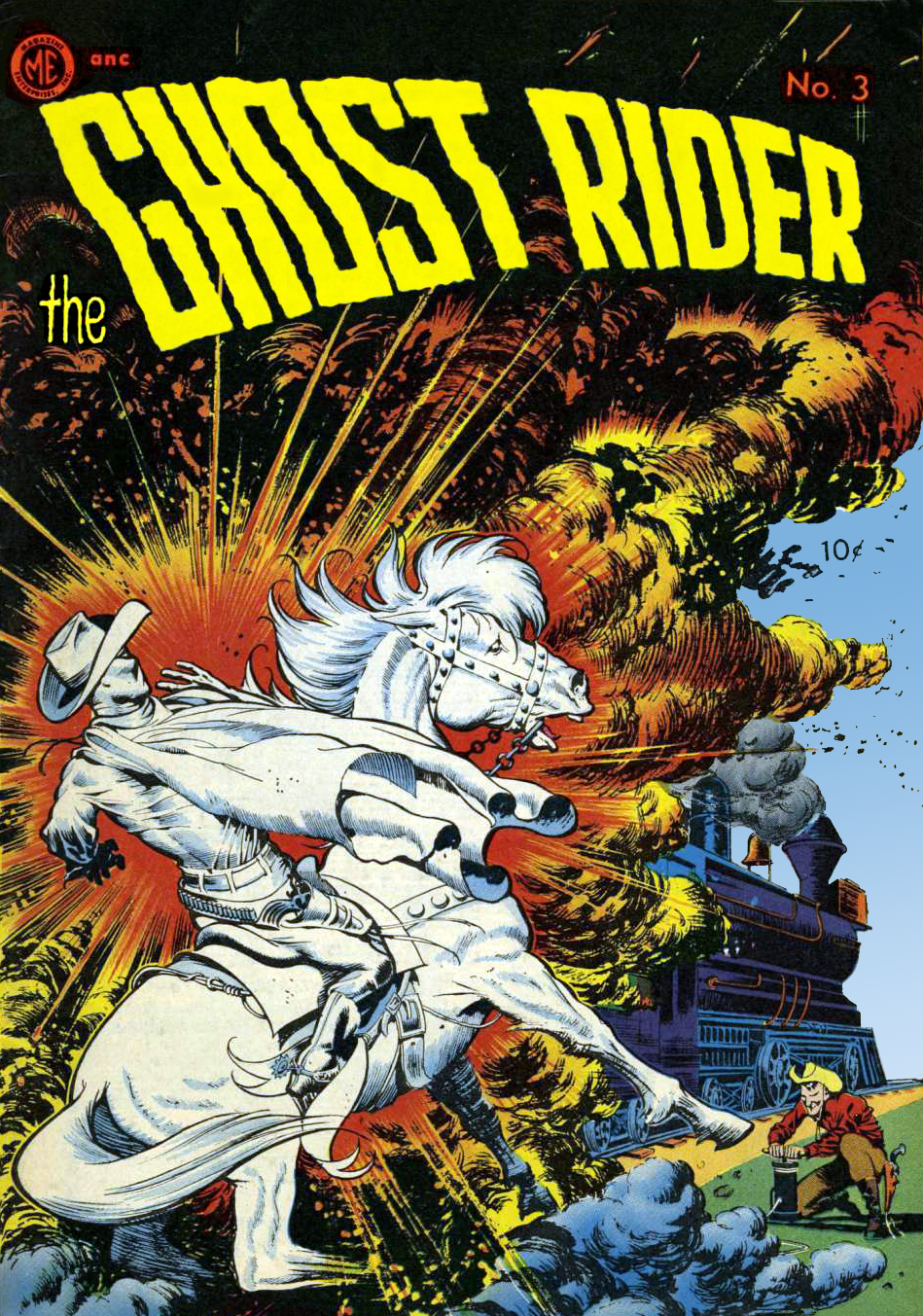
The Ghost Rider, nr 3, Magazine Enterprises, 1951. Copertă de: Frank Frazetta

Weird West (sau Weird Western) este un termen folosit, adesea colectiv, pentru genurile hibrid western fantastic, western de groază și western științifico-fantastic. Termenul provine din Weird Western Tales (Povestirile ciudate) din DC Comics din 1972, dar ideea este mai veche, deoarece genurile au fost amestecate încă din anii 1930, posibil mai devreme, în filmele B western, cărți de benzi desenate, seriale de filme și reviste pulp.  Individual, genurile hibrid combină elemente ale genului Western cu cele ale fanteziei, groazei și, respectiv, științifico-fantasticului.

## Exemple

#### Literatură
Două exemple timpurii de fantezie Western sunt povestirea „The Horror from the Mound” de Robert E. Howard, publicată în numărul din mai 1932 al revistei pulp Weird Tales, și nuveleta „Spud and Cochise” a antropologului și scriitorului premiat cu Pulitzer Oliver La Farge, publicat în revista The Forum în ianuarie 1936.
Unul dintre primele romane care a introdus fantezia într-un cadru Western a fost The Circus of Dr. Lao (1935), de Charles G. Finney, care a câștigat un premiu național de carte (National Book Award) pentru cea mai originală carte din 1935. Romanul prezintă apariția într-un oraș fictiv din Arizona a unui circ magic cu creaturi legendare din mitologie. Ulterior a fost ecranizat ca filmul  Cele șapte fețe ale Doctorului Lao (1963).
Au urmat romanele lui Joe R. Lansdale, care a scris în mare parte westernuri de groază, multe dintre ele având ca erou pe reverendul Jebediah Mercer. Lansdale a amestecat adesea splatterpunk cu istoria alternativă Western. Un exemplu este Dead in the West (1983), în care zombii încep să umble după ce un șaman indian pe nedrept linșat a blestemat orașul Mud Creek, Texas. Prolificul autor de literatură Western Louis L'Amour s-a aventurat uneori în science fiction, ca de exemplu în The Haunted Mesa (1987), care are loc în mijlocul ruinelor poporului Anasazi. Printre lucrările autorului de literatură de groază Jack Ketchum se numără The Crossings (2004), un roman ocult stabilit în Arizona, în 1848.

#### Benzi desenate
Din anii 1940, multe benzi desenate Western au publicat povești în care eroii se întâlneau uneori cu monștri, extratereștri, super-răufăcători etc. Marvel Comics l-a prezentat pe Kid Colt, cel mai longeviv personaj Western din benzile desenate americane, din 1948 până în 1979. El a devenit un călător în timp și, în cele din urmă, un  mutant. Rawhide Kid, un alt călător în timp, a debutat în Marvel într-o serie de 16 numere din martie 1955 până în septembrie 1957 a predecesorului lui Marvel din anii 1950, Atlas Comics.
DC Comics a adăugat un element de groază poveștilor lor Western prin introducerea antologiei Weird Western Tales în 1972. Titlul acestei serii a dat naștere termenului Weird West. A durat opt ani și 59 de numere. Personajul principal a fost Jonah Hex, a cărui popularitate i-a asigurat propria serie omonimă.
De la mijlocul și până la sfârșitul anilor 1990, Desperadoes de Jeff Mariotte, de la Image Comics/WildStorm Productions, au readus benzile desenate Weird Western în chioșcurile de ziare într-un moment în care niciunul dintre editorii majori nu publicau benzi desenate Western.
Preacher Special: Saint of Killers, o mini-serie cu 4 numere, a fost un spin-off al Preacher de Garth Ennis. În timp ce originea Saint of Killers (Sfântul Ucigașilor) din Vestul Sălbatic este singurul element Western adevărat din cartea de benzi desenate Preacher, seria a fost descrisă ca „Splatterpunk Western” sau un amestec de Western cu literatura gotică.

#### Film
- The Phantom Empire (1935)
- Flash Gordon
- Curse of the Undead (1959)
- Billy the Kid Versus Dracula (1966)
- The Valley of Gwangi (1969)
- Cele șapte fețe ale Doctorului Lao (7 Faces of Dr. Lao, 1964)
- Jesse James Meets Frankenstein's Daughter (1966)
- High Plains Drifter (1973)
- The White Buffalo (1977)

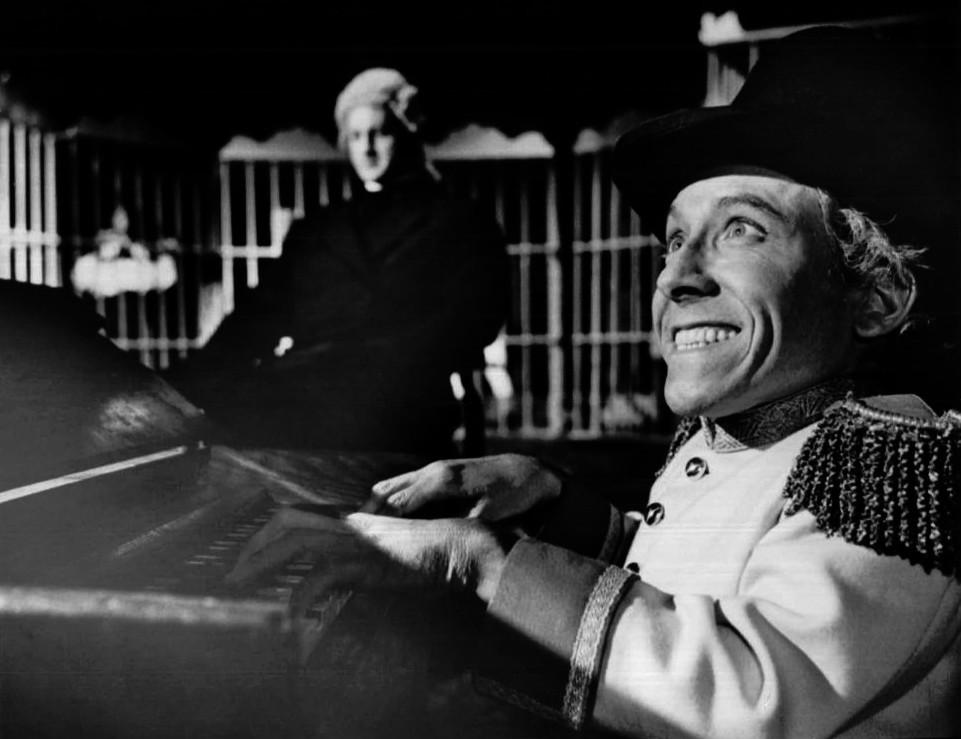
Scenă din serialul TV
The Wild Wild West

- Călărețul palid (Pale Rider, 1985)
- Ghost Town (1988)
- Wild Wild West (1999)
- Purgatory (1999)
- Jonah Hex (2010)
- Bone Tomahawk (2015)
- Prisoners of the Ghostland (2021)

#### Seriale TV
- The Wild Wild West (1965)
- The Lone Ranger (1966)
- episodul Showdown with Rance McGrew (The Twilight Zone)
- The Adventures of Brisco County, Jr. (1993–1994)
- Wynonna Earp (2016)
- Preacher (2016)

#### Jocuri
- Deadlands (1996)
- Undead Nightmare (2010)
- Red Dead Redemption 2 (2018)